# Црква Светог Саве у Лондону
Црква Светог Саве у Лондону је једна од неколико српских православних цркава у Уједињеном Краљевству. Поклоњена je Српској православној цркви
од стране англиканске цркве у име Марије Карађорђевић последње југословенске краљице по приспећу Лондон током Другог светског рата, првoнaмeнcки за рад српског Комитета Црвеног крста преко кога је слала хуманитарну помоћ у Југославију,чему је остала посвећена до краја рата. Под окриљем је Српске патријаршије у Београду, а припада Британско-скандинавској епархији. Надлежни епископ је Доситеј (Мотика). Црква Светог Саве у Лондону је саборна, главна и највећа српска православна црква у Великој Британији.

## Историјат
Црква Светог Саве сазидана је 1903. године као англиканска црква посвећена Светом Колумби. Касније је преуређена за службу Српске православне цркве. Освећење је извршено 1952. године. Чинодејствовао је  велики српски теолог и мислилац, од скоро и светитељ, владика Николај Велимировић.
Цркву су у почетку често посећивали чланови краљевске породице Карађорђевић, док су живели у избеглиштву у Лондону. На том трону је седела и краљица Елизабета II. Јула 1957. године она и принц Филип били су кумови на крштењу Марије Татјане, ћерке југословенског принца Андреја.
То није било први пут да је британска краљица била кума на крштењу члана југословенске краљевске породице. 24. октобра 1945. године, онда још увек принцеза, Елизабета и краљ Џорџ VI били су кумови принцу Александру, сину Петра II.

## Уређење грађевине
Грађевина је врло пространа, са скромним ентеријером од цигле. Украшена је прелепим фрескама, које су махом копије дела са зидова српских манастира 13. века са подручја Косова и Метохије. Посебно је вредно поменути иконостас, израђен у дуборезу од ораховог дрвета и богато украшен иконама. На два панела су осликана два велика српска свеца, Свети Сава и отац му Свети Симеон. Испред олтара су два трона, такође изрезбарена у ораховини. Један је намењен владици, а други краљевској породици. Црква се грађевински води као једнобродна базилика.

## Верници
Већина Срба се населила у Лондону одмах после Другог светског рата. То су махом били бивши ратници, савезници британске војске, који су дошли у Уједињено Краљевство не желећи да се врате у отаџбину, где је завладао комунистички режим. Ратови који су пратили распад Југославије појачали су прилив Срба. Оцењује се да негде око 10 хиљада Срба живи у Лондону и ближој околини.
Црквени хор Свети сава је основан давне 1952. године на иницијативу протинице Марије Роздјанко, која је хор водила све до 1968. године. За преко 60 година постојања хор је опстао без обзира на све промене. Смењивали су се певачи и хоровође, али циљ хора је увек остао исти, да певањем на светим Литургијама, припомажући свештенству, заједно са верним народом слави Господа Бога нашега. Данас хор броји око 20 чланова и пева на недељним св. Литургијама.
После Другог светског рата доста се Срба населило у Лондону и жене су почеле да помажу Цркву и наш народ. Ту своју групу су назвале Госпође при Цркви. У томе су имале подршку оца Милоја Николића, тадашњег пароха у Лондону. Године 1963. оне су званично основале Коло Српских Сестара, а 1984. године госпођа Анђа Динић је предложила да се Коло зове Косовка Девојка, што је прихваћено. Слава Кола је Свети цар Константин и Царица Јелена. Коло данас броји 70 чланица, од којих су већина жене у пензији.
Фолклорни ансамбл "Растко" делује при цркви Светог Саве у Лондону већ 30 година. Непрекидно ради на окупљању омладине са заједничким циљем да очува српску народну традицију и културу. Ансамбл негује и чува народне игре које представљају део богате културне традиције нашег народа. Током свога рада и постојања „Растко” бележи велике успехе како у Британији тако и у многим земљама Европе, у Канади, Америци и Аустралији, и са поносом представља своју парохију Св Саве у Лондону. Ансамбл често игра улогу домаћина и успоставља сарадњу са многим друштвима у отаџбини и расејању.
У Бруквуду које је удаљено од центра Лондона око 30 mi (48 km), односно 48 km, налази се српско гробље. О гробљу се стара поверенство цркве Светог Саве у Лондону. На њему се налази мала зграда у српском стилу у којој је кухиња, повеће просторије за даће...

## Црквена недељна школа
Пре више од пола века свештеници и родитељи су основали недељну школу при храму Светога Саве у Лондону. Генерације рођене у Енглеској, стасавале су учећи српски језик и ћирилично писмо, читајући дела српских писаца и усвајајући православни катихизис, обичаје и дух традиције српског народа, историју и српске народне игре.
У мају 1962. године, одлуком црквене управе, а са благословом тадашњег пароха проте Милоја Николића, три учитеља на челу са Драгомиром Петровићем, започињу рад школе која је 2012. године прославила јубилеј 50. година рада.
Црквена недељна школа је пуна ђака који уче српски језик, историју и православни катихизис. У школи добровољно ради колектив искусних и високо квалификованих професора српског језика.
Данас су ђаци школе, којих има преко 100, деца или унуци првих ђака српске недељне школе и бројна дечица млађих генерација које су у неколико наврата напустиле Отаџбину и дом основале у Енглеској. Учитељски тим поштујући претходнике, настоји да наставу изводи са љубављу, надом и вером да учећи друге буду пример како се Отаџбина брани знањем. На будућим генерацијама је да покажу љубав према својој Отаџбини и прецима, речју и делом, јер речи звоне као прапорци, а дела остају као печати.